# Zámek (přírodní památka)
Zámek je přírodní památka v okrese České Budějovice. Nachází se v Novohradském podhůří podél Vrážského potoka. Předmětem ochrany je komplex podmáčených a místy zrašelinělých luk v nivě Vrážského potoka, s malým rybníčkem, obklopený lesem. V pestré mozaice mokřadních společenstev se vyskytuje řada chráněných, ohrožených a regionálně významných rostlinných druhů - vrba rozmarýnolistá (Salix rosmarinifolia), prstnatec májový (Dactylorhiza majalis), ostřice stinná (Carex umbrosa), modřenec chocholatý (Muscari comosum), suchopýr úzkolistý (Eriophorum angustifolium) a pestrá fauna obojživelníků a plazů.

## Fotogalerie

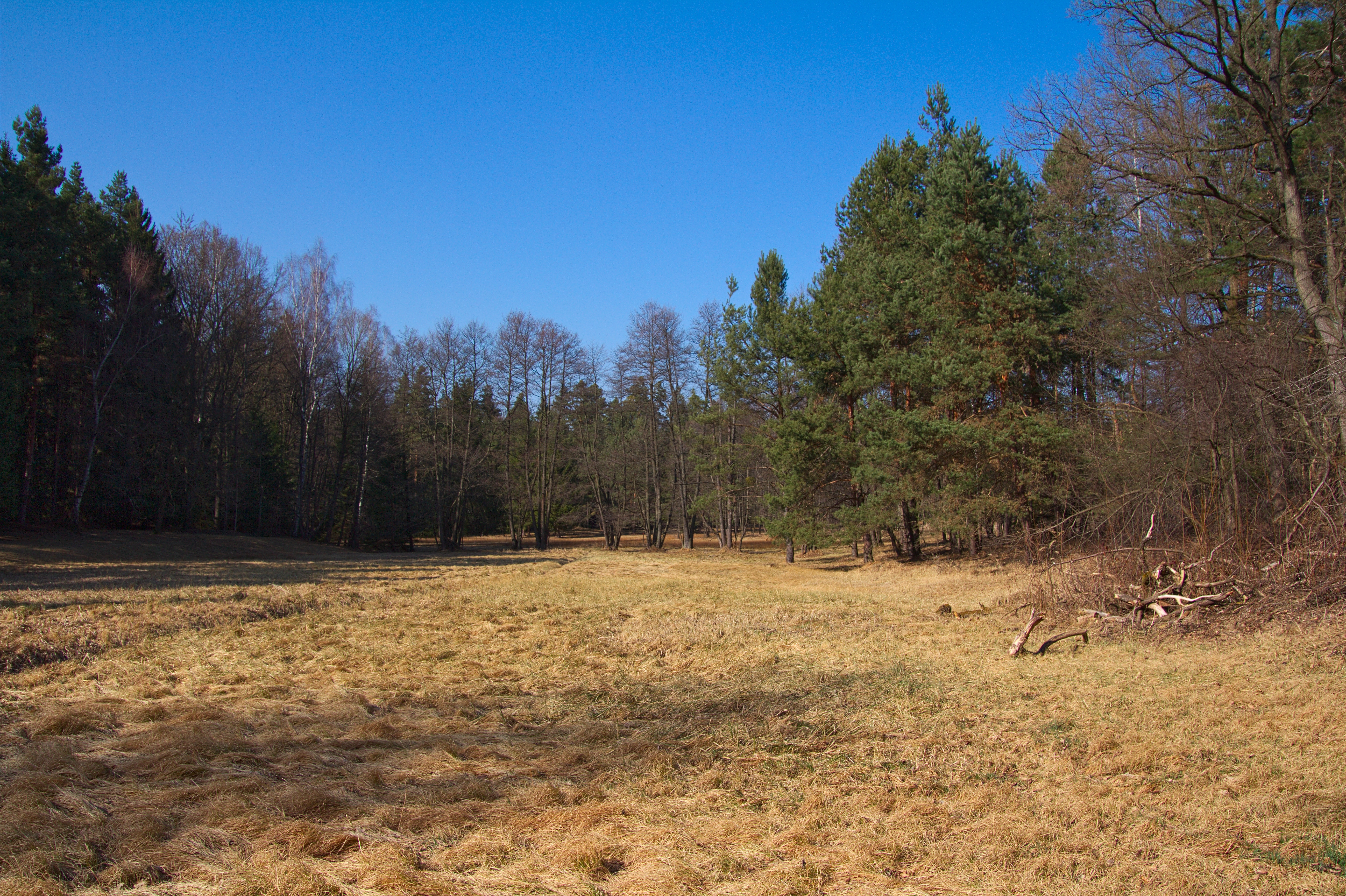
PP Zámek, Podmáčená louka s hluboce zařízlým Vrážským potokem
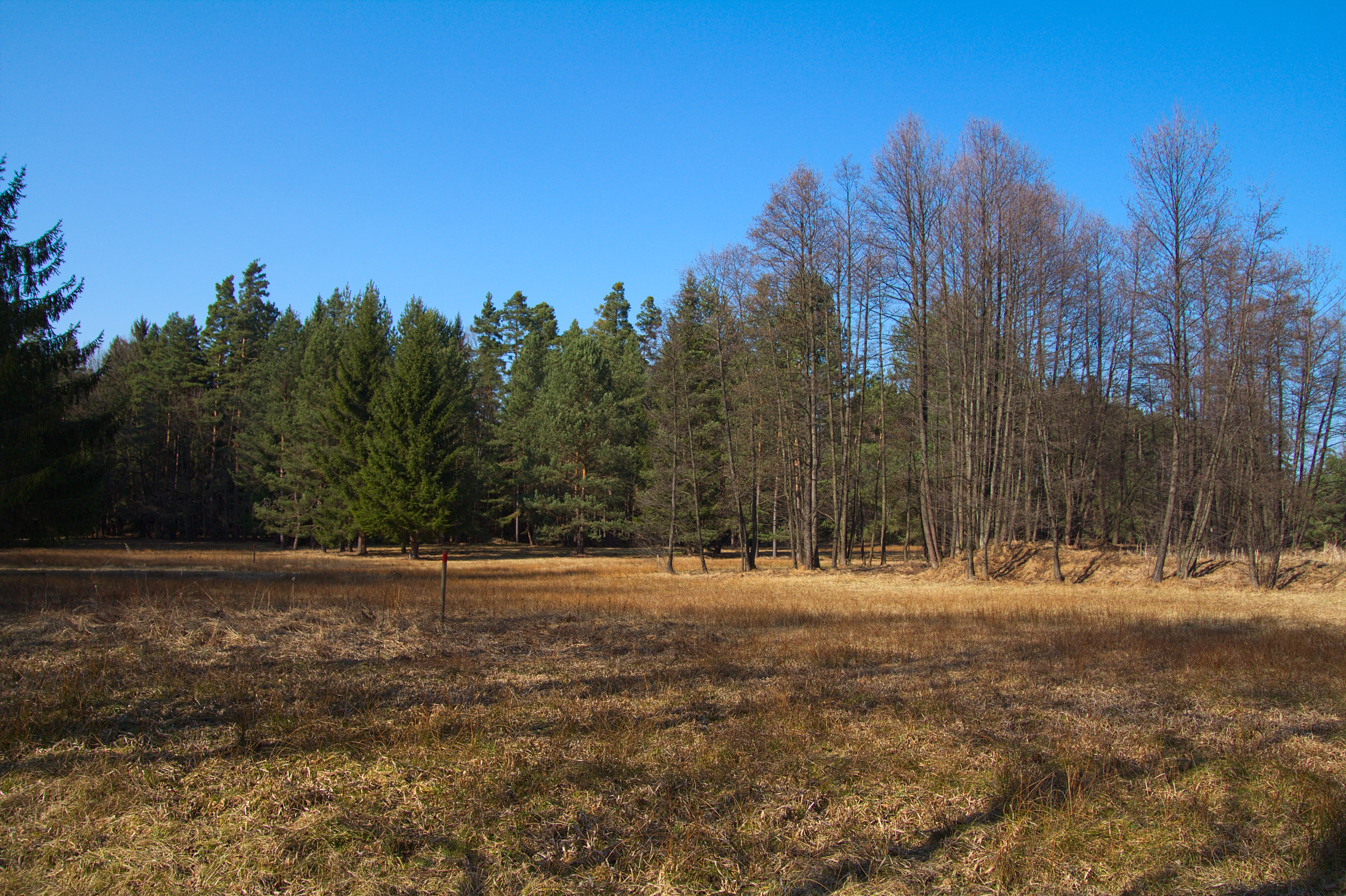
PP Zámek, Zrašelinělá louka, v pravé části je patrná hráz lesního rybníka